# 618 (číslo)
Šest set osmnáct je přirozené číslo. Následuje po čísle šest set sedmnáct a předchází číslu šest set devatenáct. Římskými číslicemi se zapisuje DCXVIII a řeckými číslicemi χιη.

## Matematika
618 je:
- Abundantní číslo
- Složené číslo
- Nešťastné číslo

## Astronomie
- (618) Elfriede je planetka hlavního pásu, kterou objevil v roce 1906 Karl Lohnert

## Roky
- 618
- 618 př. n. l.